# Joanne Reid
Joanne Firesteel Reid (* 28. Juni 1992 in Madison, Wisconsin) ist eine US-amerikanische Biathletin und ehemalige Skilangläuferin.

## Leben
Joanne Reid wuchs in Palo Alto, Kalifornien auf und lebt seit 2010 in Boulder, Colorado. Sie ist die Tochter der ehemaligen Eisschnellläuferin Beth Heiden und Russell Reid. Reid hatte drei Geschwister: ihre älteren Brüder Garrett und Carl sowie ihre ältere Schwester Susan Elizabeth, die jedoch im Alter von 19 Tagen an Problemen an Herz, Leber und Nieren verstarb. Ihr Onkel ist der Eisschnellläufer und Olympiasieger Eric Heiden.
Sie hat einen Bachelor in angewandter Mathematik und einen Masterabschluss in Maschinenbau von der University of Colorado Boulder.

## Werdegang

### Langlauf (2009 bis 2015)
Joanne Reid startete zunächst im Skilanglauf und begann ihre internationale Karriere bei einem Wettbewerb in West Yellowstone am 25. November 2009 im Rahmen der US Super Tour 2009/10, wo sie den 21. Platz belegte. Im Januar 2010 nahm sie erstmals an den Nordischen Junioren-Skiweltmeisterschaften 2010 in Hinterzarten teil, wo sie zunächst die Qualifikation im Sprint Freistil mit Platz 44 nicht überstand, dann jedoch im Verfolgungsrennen über die 10 Kilometer einen 18. Platz und in der 4 × 3,3-km-Staffel zusammen mit Sophie Caldwell, Caitlin Patterson und Jessica Diggins den achten Platz belegte. Im Jahr darauf startete sie erneut bei den Nordischen Junioren-Skiweltmeisterschaften 2011, diesmal in Otepää, und wurde 36. über die fünf Kilometer, 24. über die zehn Kilometer sowie Siebte mit der amerikanischen Mannschaft. Bis 2015 gelang es ihr, insgesamt acht FIS-Rennen zu gewinnen. Bei den Nordischen Junioren-Skiweltmeisterschaften 2015 in Almaty belegte sie Platz 25 über die 10 km Freistil sowie Platz 22 über die 15 km Skiathlon. 2015 startete sie zudem erstmals im Slavic Cup und im Alpencup.

### Anfänge im Biathlon und Herzrhythmusstörungen (2016 und 2017)
Zur Saison 2015/16 wechselte Reid zum Biathlon. Zuerst beim zweitklassigen IBU-Cup im tschechischen Nové Město na Moravě, dann bei den Weltcups in Ruhpolding, Antholz und Canmore. Sie erreichte jedoch in keinem Einzelrennen die Punkteränge. In Ruhpolding und Antholz war sie zudem Teil der US-amerikanischen Damenstaffel, die den 16. und 17. Platz belegte.
Im folgenden Winter stand sie von Anfang der Saison an im Aufgebot der US-amerikanischen Mannschaft für den Weltcup und erreichte beim Einzelrennen im schwedischen Östersund mit Platz 29 ihr bisher bestes Ergebnis sowie ihre ersten Weltcuppunkte. Im Februar 2017 nahm sie an ihren ersten Biathlonweltmeisterschaften teil.
Nachdem Reid beim vorletzten Weltcup der Saison im finnischen Kontiolahti während eines Wettkampfes beinahe ohnmächtig wurde, wurde bei ihr eine krampfartige Supraventrikuläre Tachykardie festgestellt. Sie ließ sich deshalb im August und im Oktober 2017 im Massachusetts General Hospital erfolgreich behandeln und konnte nach einer zweiwöchigen Erholungsphase wieder in vollem Umfang trainieren.

### Erste Olympiateilnahme (2017 bis 2023)

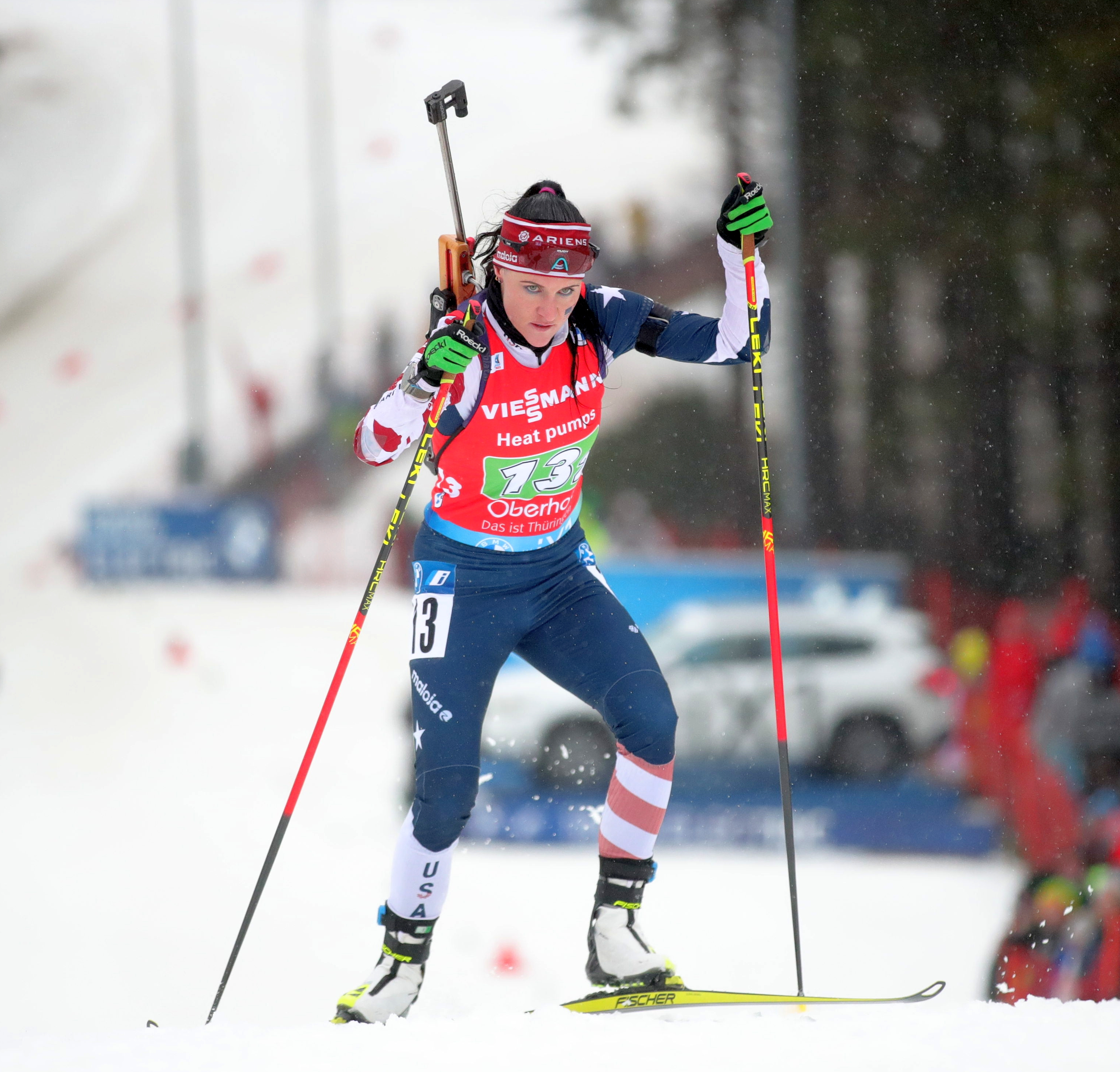
Reid 2023 in Oberhof

Im Winter 2017/18 musste sich Reid über Ausscheidungswettkämpfe, den Nor-Am-Cup sowie den IBU-Cup sowohl für die Weltcupmannschaft als auch für die Olympischen Winterspiele 2018 in Pyeongchang qualifizieren. Erst im Januar 2018 nahm sie an Wettkämpfen im IBU-Cup in Brezno und Arber teil und wurde kurz darauf für Olympia nominiert. Nach dem Einzelwettkampf am Arber nahmen sie und Emily Dreissigacker nicht mehr am Sprint teil, sondern wurden gemeinsam mit Susan Dunklee und Clare Egan für die Weltcupstaffel in Ruhpolding aufgestellt. Bei den Olympischen Spielen war sie zunächst nur für die Teilnahme am Sprint vorgesehen. Mit sieben Schießfehlern wurde Joanne Reid auf Rang 86 als Vorletzte gewertet und verfehlte ebenso wie Susan Dunklee und Clare Egan die Qualifikation für die Teilnahme am Verfolgungsrennen. Am 15. Februar ersetzte sie die erkrankte Maddie Phaneuf, mit der sie sich in Pyeongchang ein Zimmer teilte, im Einzelrennen über 15 km. Mit nur einem Schießfehler platzierte sie sich als 22. nur drei Plätze hinter der bestplatzierten US-Amerikanerin Susan Dunklee. In der Mixedstaffel übernahm sie mit wenig Rückstand von Startläuferin Dunklee, sie verlor auf ihrer Position – auch durch drei Strafrunden nach dem Stehendschießen – fast drei Minuten, Tim Burke und Lowell Bailey konnten diesen Rückstand bis zum Ende des Rennens nur um wenige Sekunden verringern. In der Damenstaffel wurde sie erneut eingesetzt und ging nach Susan Dunklee und Clare Egan als dritte Läuferin auf die Strecke. Trotz einer Strafrunde nach dem liegenden Anschlag vergrößerte sich ihr Rückstand auf die Spitze nur minimal, sie schickte Schlussläuferin Emily Dreissigacker mit gut 20 Sekunden Rückstand auf die Strecke. Dreissigacker musste zwar nicht in die Strafrunde, beendete das Rennen jedoch mit einem Rückstand von über zwei Minuten auf dem 13. Rang. Die US-amerikanische Biathlonmannschaft boykottierte den letzten Weltcup der Saison im russischen Tjumen, Joanne Reid beendete die Saison ohne eine Platzierung in den Punkterängen in einem Einzelrennen.
Zum Beginn des Winters 2018/19 war Reid neben Susan Dunklee und Clare Egan fester Bestandteil der US-amerikanischen Weltcupmannschaft, die in dieser Saison nur noch über drei Startplätze im Weltcup verfügte. In mehreren Rennen erreichte sie die Punkteränge, bei den Biathlon-Weltmeisterschaften 2019 im schwedischen Östersund erreichte sie mit einem 15. Platz im Sprint ihr bis dahin bestes Ergebnis in einem Weltcuprennen. Nachdem sie im Sprint ohne Schießfehler geblieben war, passierten ihr im anschließenden Verfolgungsrennen insgesamt sechs, sie fiel auf den 32. Platz zurück. Mit einem weiteren 32. Platz im Einzelrennen qualifizierte sie sich zum ersten Mal in ihrer Karriere zur Teilnahme an einem Massenstart. Im Staffelrennen ging sie nach Susan Dunklee und Clare Egan als Führende ins Rennen, sie übergab als Zweite mit einem Rückstand von nur 17 Sekunden auf die Staffel aus Schweden an die Schlussläuferin Emily Dreissigacker, nach zwei Strafrunden und insgesamt fünf Schießfehlern durch Dreissigacker belegte die US-amerikanische Mannschaft den neunten Platz.

### Rücktritt und Vorwurf der sexuellen Belästigung (2023)
Im Sommer 2023 gab Reid ihren Rücktritt als aktive Biathletin bekannt, nachdem der US-amerikanische Biathlonverband sieben Männer und nur drei Frauen für die Nationalmannschaft nominiert hatte. Vorausgegangen war eine im Mai 2023 erfolgte nachträgliche Änderung der Qualifikationskriterien für den Weltcup, die nur auf Joanne Reid Einfluss hatte.
Im Januar 2024 kam durch einen Bericht der Associated Press an die Öffentlichkeit, dass Reid einem Techniker ihres Teams jahrelange sexual harassment (engl.; in etwa sexuelle Belästigung) und sexual abuse (engl.; in etwa sexuellen Übergriff bzw. sexuellen Missbrauch) vorwirft. Im November 2023 hatte Reid bereits Andeutungen auf ihrem Instagramprofil öffentlich gemacht. In einem Interview mit der Associated Press gab Reid an, das Verhalten des Technikers sei innerhalb der Mannschaft bekannt gewesen, die Funktionäre hingegen sahen dessen Verhalten als „normal“ oder „europäisch“ an. Reid fügte hinzu, neue Frauen in der Weltcupmannschaft seien sogar vor ihm gewarnt worden. In Bezug auf die Nichtberücksichtigung für die Weltcupmannschaft wirft Reid dem US-amerikanischen Biathlonverband vor, sie aus Rache wegen ihrem Gang an die Öffentlichkeit aus der Mannschaft ausgeschlossen zu haben. Jack Gierhart, der Chief Executive Officer von US Biathlon, verneinte diese Behauptung. Die Kriterien seien von einem Komitee, zu dem auch Athleten gehörten, erarbeitet und genehmigt worden.
Der aus Tschechien stammende Techniker und ehemalige Biathlet Petr Garabík soll Reid in ihrer Zeit im Weltcup seit 2016 regelmäßig sexuell belästigt haben. Reid wirft Garabík vor, er habe sie immer wieder begrapscht und ungewollt umarmt, sowie unangemessene sexuelle Kommentare geäußert. Im März 2017 soll Garabík nach Mitternacht betrunken vor Reids Hotelzimmer aufgetaucht sein, sich gewaltsam Zutritt verschafft und sie festgehalten und geküsst haben. Er soll erst von Reid abgelassen haben, als deren Zimmernachbarin dazwischenging. Mit der Unterstützung von Deedra Irwin wandte sich Reid an den damaligen Sportdirektor Bernd Eisenbichler. Dieser stellte Garabíks Zuständigkeit für Reid ein und ermahnte ihn. Garabíks Übergriffe sollen danach nicht aufgehört haben, zwei Tage später soll er – während er Reid vor einem Rennen umarmte um ihr Glück zu wünschen – Reid ans Gesäß gefasst haben. 2020 wandten sich Reid und Irwin an Lowell Bailey, der nach dem Ende seiner aktiven Karriere als „High Performance Direktor“ für den US-amerikanischen Biathlonverband arbeitete. Dieser soll ihnen gesagt haben, dass man einem Europäer keine Regeln über sexuelle Belästigung beibringen könne. Bailey bestreitet diese Aussage und glaubt, falsch verstanden worden zu sein. Im Februar 2021, während der Biathlon-Weltmeisterschaften 2021 in Slowenien, soll es wieder einen Übergriff durch Garabík gegeben haben. Er soll Reid gesagt haben, ein Paket ganz oben ihm Regal gehöre ihr. Er soll ihr dann zwischen die Beine gefasst und sie an ihren crotch (engl. für Genitalien, Leistengegend oder Schritt) hochgehoben haben, damit sie das Paket erreicht. Von da an wich Irwin nicht mehr von Reids Seite, damit sie nicht mehr mit Garabík alleine wäre. Nachdem der US-amerikanische Biathlonverband auf die Vorwürfe nicht entsprechend reagierte, informierte Irwin ihre Vorgesetzten bei der Vermont National Guard, einem Teil der Nationalgarde der Vereinigten Staaten. Diese verlangten vom Biathlonverband sofortige Maßnahmen. Erst dann wurde der US-amerikanische Biathlonverband tätig und beauftragte das „U.S. Center for SafeSport“, eine US-amerikanische gemeinnützige und unabhängige Organisation, sich dem Fall anzunehmen. Seit November 2021 arbeitet Garabík nicht mehr für den US-amerikanischen Biathlonverband. Garabík selbst gab an, der Fall sei „von Anfang an kompletter Unsinn“ gewesen. Zu seinen Kommentaren sagte er, diese seien sexueller Natur gewesen. Er habe allerdings nie etwas ohne die Zustimmung Anderer gemacht und über seine Witze hätten alle gelacht, auch die anderen Mitglieder der Mannschaft.
Nach einer 18-monatigen Untersuchung stellte SafeSport fest, dass Garabík engaged in a pattern of sexualized behavior involving Reid (engl. in etwa: die Form eines sexualisierten Verhaltens gegenüber Reid betrieben habe), das including sexualized commentary and inappropriate sexualized touching, over the course of six years (engl. in etwa: sexuelle Kommentare sowie unangebrachte sexuelle Berührungen über einen Zeitraum von sechs Jahren beinhaltet) habe. Garabík wurde daraufhin im Herbst 2022 für sechs Monate suspendiert und erhielt eine Bewährungszeit bis Dezember 2024.

### Rückkehr als aktive Athletin (ab 2025)
Im Februar 2025 bestritt Joanne Reid beim „Biathlon Festival“ im Ariens Nordic Center im US-Bundesstaat Wisconsin wieder erste Biathlonwettkämpfe. Sie gewann dort Sprint, Massenstart und das Einzelrennen. Ende März ging sie auch bei den US-amerikanischen Meisterschaften im Biathlon in Bozeman an den Start. Im Sprint belegte sie hinter Chloe Levins den zweiten Platz.

## Trivia
Joanne Reids erstes Biathlongewehr stammte von ihrem Großvater Jack D. Heiden, einem orthopädischen Chirurgen aus Madison im US-Bundesstaat Wisconsin. Dieser kaufte sich, kurz bevor bei ihm die Alzheimer-Krankheit diagnostiziert wurde, ein altes Biathlongewehr von Anschütz. Nach der Diagnose vermachte er die Waffe zuerst seiner Tochter Beth, die diese wiederum an ihre Tochter Joanne weitergab, da sie die einzige Langläuferin mit Wettkampfambitionen in der Familie war. Dieses Gewehr nannte Joanne Reid „forget-me-not“ (englisch für Vergissmeinnicht) und verwendete es in ihren ersten internationalen Rennen im IBU-Cup und im Weltcup 2015/16. Ab dem Winter 2016/17 verwendete Reid ein neues Gewehr, das sie „Tunkasila“ nannte. Dieses Wort stammt aus der Sprache der Lakota und bedeutet „Großvater“ bzw. „Großer Geist“ und soll an ihren Großvater erinnern, der sich in seinen letzten Lebensjahren weder an sein Gewehr noch an seine Enkeltochter erinnern konnte. Jack Heiden starb am 28. Februar 2018, weniger als eine Woche nach Reids letztem Wettkampf bei den Olympischen Winterspielen 2018 in Pyeongchang.
Den Schaft ihres Gewehres „Tunkasila“ fertigte Reid selbst an, weitere Teile steuerte ihre Mutter Beth bei, einer Hochschulabsolventin im Bereich Bautechnik. Den Schaft hat Reid auf der einen Seite mit den Staatsblumen der US-amerikanischen Staaten Wisconsin, Colorado und Kalifornien, auf der anderen Seite mit dem Bildnis einer nackten Frau verziert.

“Lady Fortune – the mistress of biathlon. […] In a sport full of ups and downs, dependent on both skill and luck, chance is a part of our lives. Without Fortune’s favor, we cannot succeed, and she is a fickle mistress indeed.”

„Fortuna – Die Herrin des Biathlon. In einem Sport voller Höhen und Tiefen, in dem es sowohl auf Geschick als auch auf Glück ankommt, ist der Zufall Teil des Lebens. Ohne die Gunst Fortunas kann man nicht erfolgreich sein, aber sie ist eine sehr launische Zeitgenossin.“

Joanne Reid wurde nach dem „Firesteel River“ in Michigan benannt, der im Ontonagon County den Oberen See speist. Ihr voller Name lautet Joanne Firesteel Reid.

## Wettkampfbilanz

### Olympische Winterspiele
| Olympische Winterspiele | Olympische Winterspiele | Einzel | Sprint | Verfolgung | Massenstart | Staffel | Mixedstaffel |
| Jahr                    | Ort                     | Einzel | Sprint | Verfolgung | Massenstart | Staffel | Mixedstaffel |
| ----------------------- | ----------------------- | ------ | ------ | ---------- | ----------- | ------- | ------------ |
| 2018                    | Pyeongchang             | 22.    | 86.    | –          | –           | 13.     | 15.          |
| 2022                    | Peking                  | 57.    | 34.    | 29.        | –           | 11.     | –            |

### Weltmeisterschaften
| Weltmeisterschaft | Weltmeisterschaft | Einzel | Sprint | Verfolgung | Massenstart | Staffel | Mixedstaffel | Single-Mixedstaffel |
| Jahr              | Ort               | Einzel | Sprint | Verfolgung | Massenstart | Staffel | Mixedstaffel | Single-Mixedstaffel |
| ----------------- | ----------------- | ------ | ------ | ---------- | ----------- | ------- | ------------ | ------------------- |
| 2017              | Hochfilzen        | 56.    | 49.    | 38.        | –           | 14.     | –            |                     |
| 2019              | Östersund         | 32.    | 15.    | 32.        | 10.         | 9.      | –            | –                   |
| 2020              | Antholz           | 79.    | 62.    | –          | –           | 15.     | –            | –                   |
| 2021              | Pokljuka          | 40.    | 55.    | 55.        | –           | 13.     | 12.          | –                   |
| 2023              | Oberhof           | 61.    | 75.    | –          | –           | 15.     | 13.          | –                   |

### Weltcupwertungen
| Saison  | Einzel | Einzel | Sprint | Sprint | Verfolgung | Verfolgung | Massenstart | Massenstart | Gesamt | Gesamt |
| Saison  | Platz  | Punkte | Platz  | Punkte | Platz      | Punkte     | Platz       | Punkte      | Platz  | Punkte |
| ------- | ------ | ------ | ------ | ------ | ---------- | ---------- | ----------- | ----------- | ------ | ------ |
| 2015/16 | –      | –      | –      | –      | –          | –          | –           | –           | –      | –      |
| 2016/17 | 56.    | 12     | 80.    | 6      | 82.        | 3          | –           | –           | 84.    | 21     |
| 2017/18 | –      | –      | –      | –      | –          | –          | –           | –           | –      | –      |
| 2018/19 | 59.    | 9      | 58.    | 42     | 52.        | 32         | 32.         | 31          | 49.    | 114    |
| 2019/20 | –      | –      | 72.    | 12     | –          | –          | –           | –           | 81.    | 12     |
| 2020/21 | 53.    | 13     | 74.    | 14     | 71.        | 5          | –           | –           | 73.    | 32     |
| 2021/22 | –      | –      | 65.    | 24     | –          | –          | –           | –           | 80.    | 24     |
| 2022/23 | –      | –      | 74.    | 44     | –          | –          | –           | –           | 61.    | 44     |

### Weltcupplatzierungen
Die Tabelle zeigt alle Platzierungen (je nach Austragungsjahr einschließlich Olympische Spiele und Weltmeisterschaften).
- 1.–3. Platz: Anzahl der Podiumsplatzierungen
- Top 10: Anzahl der Platzierungen unter den ersten zehn (einschließlich Podium)
- Punkteränge: Anzahl der Platzierungen innerhalb der Punkteränge (einschließlich Podium und Top 10)
- Starts: Anzahl gelaufener Rennen in der jeweiligen Disziplin
- Staffel: inklusive Mixed- und Single-Mixed-Staffeln

| Platzierung              | Einzel | Sprint | Verfolgung | Massenstart | Staffel | Gesamt |
| ------------------------ | ------ | ------ | ---------- | ----------- | ------- | ------ |
| 1. Platz                 |        |        |            |             |         |        |
| 2. Platz                 |        |        |            |             |         |        |
| 3. Platz                 |        |        |            |             |         |        |
| Top 10                   |        |        |            | 1           | 13      | 14     |
| Punkteränge              | 4      | 6      | 5          | 1           | 36      | 52     |
| Starts                   | 12     | 39     | 18         | 1           | 36      | 106    |
| Stand: 31. Dezember 2021 |        |        |            |             |         |        |